# 圣路易主教座堂 (新奥尔良)
法国国王圣路易斯九世主教座堂（英語：Cathedral-Basilica of Saint Louis, King of France）是天主教新奥尔良总教区的主教座堂。它是美国最古老的连续开放的主教座堂。这个地点的第一座教堂建于1718年，第三座始建于1789年，1793年升为主教座堂，1794年完工。1850年进行了大幅改建，1789年余下的结构很少。
圣路易主教座堂位于美国新奥尔良法国区的杰克逊广场，面向密西西比河在新奥尔良的心脏，介于两座历史建筑the Cabildo和神父住宅之间。它是美国为数不多的面临主要广场的天主教堂之一。